# Tales
Táles (starogrško Θαλῆς ὁ Μιλήσιος: Thalês ho Milḗsios), starogrški filozof, matematik, astronom in inženir, * okoli 624/623 pr. n. št., Milet, Jonija, † okoli 548/545 pr. n. št.

## Življenje in delo
Tales je bil Pitagorov sodobnik. Velja za ustanovitelja grške filozofije, znanosti in matematike. Tradicija Talesa prišteva med sedem modrih (Bias, Anaksimander, Solon, Periander, Kleobul, Hilon, Tales, Pitakos), ljudi po navadi višjega družbenega razreda, ki so bili odlikovani predvsem po modrosti vladanja ali vodenja. Njegov učenec je bil Anaksimander ali celo Pitagora. Vse, kar vemo o njem, je ohranjeno zgolj fragmentarno preko zapisov antičnih učenjakov, ki se v posamezni zadevi sklicujejo nanj.
Tales se je tako edini izmed modrecev ukvarjal z naravo oz. kozmologijo, bil je izjemen matematik, zaneslo ga je tudi v politiko, napisal pa verjetno sploh ni ničesar. Bil je bogat trgovec in prepotoval je velik del sveta. Bil je tudi v Egiptu, kjer se je seznanil z astronomijo in geometrijo. Iz Egipta je prinesel tudi pojem števila. Enote 1 za razliko od Evklida ni štel med števila. Še pred Sokratom naj bi trdil, da je treba spoznati samega sebe.
Izračunal je višino piramide. Najprej je izmeril dolžino svojega telesa, ki je bila recimo 1,80 m. Z novim merjenjem je ugotovil dolžino njegove sence, ki je bila 60 cm, torej 2/3 krajša od njegovega telesa. Potem je izmeril dolžino sence piramide, dobil 49 m, in je to število pomnožil s 3 in tako dobil višino piramide točno 147 m.
Verjetno je po študijskem potovanju v Babilon prenesel kaldejski saroški cikel in privedel svoje someščane do začudenja, ko je napovedal sončev mrk za 28. maj leta 585 pr. n. št. Herodot je med drugim navedel, da se je mrk začel v času, ko je potekala bitka za reko Halis med lidijskim kraljem Aliatom II. in medijskim kraljem Kjaksarom (Siaksar). Borci so verjeli, da se je na njih Sonce razjezilo in so hitro sklenili premirje. Pokrajina ob Halisu je po tem postala mejna pokrajina med obema kraljestvoma.
Tales je trdil, da je voda počelo (ἀρχή - arché) vseh stvari. Aristotel pravi, da je Tales za počelo vsega izbral vodo, potem, ko je videl, da  sta hrana in seme rastlin vlažni. Teza o vodi, iz katere naj bi vse nastalo, morebiti izvira iz Talesovega prepričanja, da Zemlja lebdi, oz. plava na vodi (torej naj bi bila podobna plošči), reke in morja pa so nekakšni prehodi iz te vode na kopno. Krožni tok vode pa je bil zanj gonilo Vesolja in življenja.
Kljub mitološki podlagi je Tales za osnovno počelo stvari določil nekaj, kar ne vključuje božjih imen, in s tem utrl pot 
znanstvenemu mišljenju.
Znana sta njegova izreka o sorazmerjih:
1. Talesov izrek o sorazmerjih: razmerje odsekov na poljubni premici šopa, ki ga seče snop premic, je enako razmerju prirejenih odsekov na poljubni drugi premici šopa,
2. Talesov izrek o sorazmerjih: razmerje odsekov na poljubni premici šopa je enako razmerju prirejenih odsekov na vzporednicah, ki sekata dani šop. Pri tem moramo upoštevati, da gredo ustrezni odseki na premicah šopa od središča 0.

## Priznanja

### Poimenovanja
Po njem se imenuje asteroid glavnega pasu 6001 Tales (6001 Thales).